# Daut Rexhepi
Daut Rexhepi (mac. Даут Реџепи; ur. 6 stycznia 1966 w Poroju) – północnomacedoński polityk pochodzenia albańskiego, niezależny deputowany do Zgromadzenia Republiki Macedonii. Należał między innymi do grupy parlamentarnej ds. współpracy z parlamentami Bośni i Hercegowiny, Republiki Turcji oraz Republiki Chorwacji.